# Verbandsgemeinde Lauterecken-Wolfstein
La comunità amministrativa Lauterecken-Wolfstein (Verbandsgemeinde Lauterecken-Wolfstein) si trova nel circondario di Kusel nella Renania-Palatinato, in Germania.
La comunità amministrativa è stata costituita nel 2018 dalla fusione delle comunità amministrative di 
Lauterecken e Wolfstein e comprende 41 comuni.

## Comuni
Fanno parte della comunità amministrativa i seguenti comuni:
| Comune, città            | Sup. (km²) | Abitanti |
| ------------------------ | ---------- | -------- |
| Adenbach                 | 2,94       | 140      |
| Aschbach                 | 4,45       | 304      |
| Buborn                   | 2,86       | 137      |
| Cronenberg               | 2,65       | 153      |
| Deimberg                 | 2,12       | 97       |
| Einöllen                 | 4,89       | 421      |
| Eßweiler                 | 8,09       | 384      |
| Ginsweiler               | 3,99       | 273      |
| Glanbrücken              | 4,65       | 472      |
| Grumbach                 | 3,32       | 461      |
| Hausweiler               | 1,56       | 40       |
| Hefersweiler             | 7,20       | 544      |
| Heinzenhausen            | 2,22       | 255      |
| Herren-Sulzbach          | 2,92       | 165      |
| Hinzweiler               | 5,32       | 325      |
| Hohenöllen               | 5,17       | 352      |
| Homberg                  | 10,89      | 199      |
| Hoppstädten              | 6,24       | 281      |
| Jettenbach               | 10,24      | 790      |
| Kappeln                  | 7,67       | 183      |
| Kirrweiler               | 6,34       | 161      |
| Kreimbach-Kaulbach       | 9,05       | 739      |
| Langweiler               | 4,16       | 219      |
| Lauterecken, Stadt       | 8,89       | 1 974    |
| Lohnweiler               | 4,94       | 381      |
| Medard                   | 5,99       | 443      |
| Merzweiler               | 2,27       | 155      |
| Nerzweiler               | 2,13       | 112      |
| Nußbach                  | 8,12       | 547      |
| Oberweiler im Tal        | 4,71       | 164      |
| Oberweiler-Tiefenbach    | 3,21       | 264      |
| Odenbach                 | 7,94       | 820      |
| Offenbach-Hundheim       | 7,84       | 1 037    |
| Reipoltskirchen          | 7,48       | 343      |
| Relsberg                 | 3,81       | 174      |
| Rothselberg              | 8,74       | 615      |
| Rutsweiler an der Lauter | 4,32       | 364      |
| Sankt Julian             | 14,07      | 1 089    |
| Unterjeckenbach          | 7,38       | 73       |
| Wiesweiler               | 3,32       | 395      |
| Wolfstein, Stadt         | 13,74      | 1 843    |
| VG Lauterecken-Wolfstein | 237,82     | 17 888   |

(Abitanti al 31 dicembre 2021)